# Cefpimizole
Cefpimizole (INN) là một loại kháng sinh cephalosporin thế hệ thứ ba.